# Neuville
Neuville é uma comuna francesa na região administrativa de Auvérnia-Ródano-Alpes, no departamento Puy-de-Dôme. Estende-se por uma área de 11,36 km². Em 2010 a comuna tinha 388 habitantes (densidade: 34,2 hab./km²).